# 623 هـ
623 هـ هي سنة في التقويم الهجري امتدت مُقابلةً في التقويم الميلادي بين سنتي 1226 و1226.

## مواليد
- شمس الدين الحارثي
- سلطان ولد
- شمس الدين الكوفي

## وفيات
- أبو القاسم الرافعي القزويني
- محمد الظاهر بأمر الله